# Colburn (North Yorkshire)
Colburn è un villaggio e parrocchia civile dell'Inghilterra, appartenente alla contea del North Yorkshire.